# Elysia atroviridis
Elysia atroviridis is een slakkensoort uit de familie van de Plakobranchidae. De wetenschappelijke naam van de soort werd voor het eerst geldig gepubliceerd in 1955 door Baba.